# Choral orné

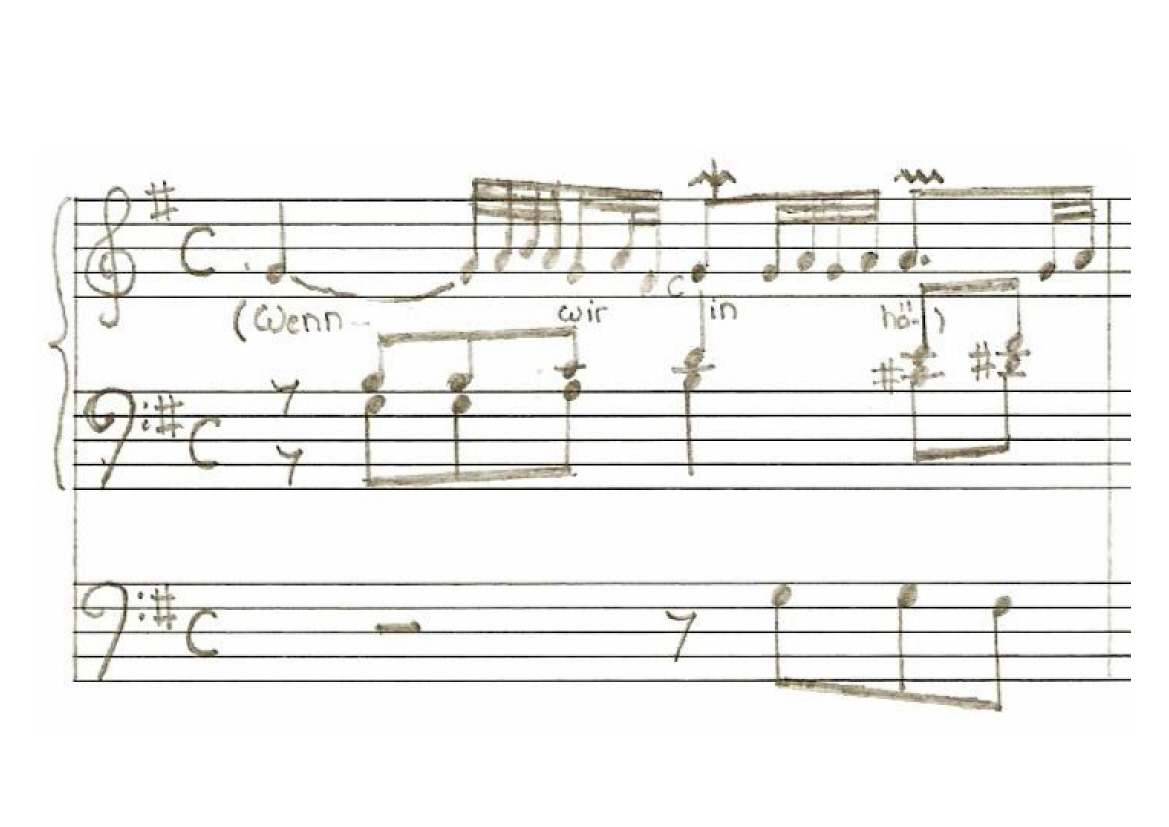
Première mesure du choral BWV 641, on remarque l'abondance d'ornements à la mélodie

Le choral orné est un choral écrit généralement pour orgue qui, à l'instar des autres types de choral développe une construction vocale[Quoi ?]. Il a pour spécificité d'amplifier particulièrement la mélodie, généralement exposée au soprano, par le biais d'un grand nombre d'ornementations diverses et fournies (pincé, mordant, trille, etc.), sur un fond généralement plus paisible et doux constitué par les deux, trois ou quatre autres voix. Afin de pouvoir exposer cette ornementation, le tempo du choral est généralement assez lent. 
On peut prendre comme exemple de choral orné Wenn wir in höchsten Nöten sein BWV 641 de Jean-Sébastien Bach.